# النزاع العراقي–الكردي 2017
النزاع العراقي–الكردي 2017 هو نزاع مسلح في الجزء الشمالي من العراق بدأ في 15 أكتوبر 2017 بعد وقت قصير من تنظيم استفتاء للانفصال في كردستان العراق عقد في 25 سبتمبر. تحولت الأزمة الدبلوماسية بين الحكومة العراقية وحكومة كردستان العراق (أو الحكومة الإقليمية الكردستانية) إلى حرب بعد معركة كركوك التي بدأتها الحكومة العراقية. أدانت الولايات المتحدة وعدة بلدان أخرى كل من الحكومة العراقية والحكومة الكردستانية العراقية حيث قالت أن ذلك سوف يعطي فرصة لتنظيم داعش لإعادة ترتيب أوراقه بينما يكون العراق مشغولا مع إقليم كردستان.

## خلفية
في 25 سبتمبر، 2017 نظم إقليم كردستان العراق، استفتاء للاستقلال عن العراق، وقد واجه رفض إقليمي ودُولي ومَحلي.
وفي 27 سبتمبر، صرح رئيس الوزراء العراقي حيدر العبادي بأننا سنفرض حكم العراق بكل مناطق الإقليم. وقد رد محافظة كركوك على تسليم كركوك للقوات الاتحادية، إن محافظته لا تخضع لسلطة رئيس الوزراء العراقي، أو رئيس البرلمان، ولا يسمح لأي قوة بالدخول إلى كركوك. وفي 2 أكتوبر دعى المتحدث باسم الحكومة العراقية، السلطات الكردية إلى إيقاف التصعيد والاستفتزاز. وقد نفى المتحدث باسم الحكومة العراقية، شن حرباً على الإقليم أو على كركوك، نافياً الانباء التي تداولت في الإقليم عن شن حرب.